# Elezione di Mattia all'apostolato
L’Elezione di Mattia all'apostolato è un dipinto ad olio su tela realizzato da Pietro Novelli, detto "Il Monrealese", tra il 1640 e il 1642 e conservato all'interno del Convento dei Cappuccini di Leonforte.

## Storia
La tela fu commissionata dal principe di Leonforte, Niccolò Placido I Branciforte, per l’altare centrale della Chiesa dei Cappuccini di Leonforte, mausoleo della sua stessa famiglia.
Umanamente attribuita al Novelli, può definirsi il suo capolavoro in assoluto, collocandosi nel periodo post-monrealese dell’artista.

## Descrizione
L'opera è strutturata su due registri: quello superiore rappresenta la Trinità trionfante, con Dio Padre, Gesù Cristo e lo Spirito Santo come colomba bianca. Quello inferiore ospita gli apostoli, la Vergine Maria e due pie donne (Maria Maddalena e Maria di Cleofa o Salomè), tutti volti verso l'alto in contemplazione. Tra loro si distingue l’autoritratto del Monrealese, raffigurato come testimone oculare. A destra, l'anziano orante, ricorrente nelle sue opere, è un omaggio al padre dell’artista, Antonio Pietro Novelli. La scena enfatizza il legame tra il divino e l'umano, creando una tensione spirituale tra i due registri.
L'abilità compositiva di Novelli emerge chiaramente nella disposizione delle figure, dove riesce a fondere sapientemente il sacro e il profano. Raffigura l'episodio della sostituzione di Giuda Iscariota con l'apostolo Mattia in chiave paleocristiana, mescolandolo con un tono seicentesco aristocratico. Questo aspetto è particolarmente evidente nell'omaggio alla famiglia Branciforte, i cui membri posano come figure sacre nel registro inferiore. Con precisione ritrattistica, Novelli crea una galleria di volti realistici, esaltando la famiglia attraverso un'opera che unisce devozione religiosa e celebrazione sociale.
La luce orchestrata da Novelli modella volti e corpi, animando i panneggi e definendo la spazialità. Con una cromia «bianco-oro», unifica i registri superiore e inferiore, distaccando le figure dal fondo oscuro e facendole emergere con forza plastica, creando un chiaroscuro potente che esalta i volumi.